# 1952 год в истории метрополитена
В этой статье перечисляются основные  события из истории метрополитенов в 1952 году. Полужирным шрифтом выделены открытия новых транспортных систем.

## События
- 30 января — на Кольцевой линии Московского метрополитена открыты станции: «Комсомольская», «Ботанический сад» (ныне «Проспект Мира»), «Новослободская», «Белорусская».
- 26 октября — на Зелёной линии Стокгольмского метрополитена открыты 17 станций: «Хёторет», «Родмансгатан», «Уденплан», «Санкт Эриксплан», «Фридхемсплан», «Торилдсплан», «Кристинеберг», «Алвик», «Стора моссен», «Абрахамсберг», «Броммаплан», «Окесхов», «Янгбюплан», «Исландсторет», «Блакеберг», «Рокста», «Вяллингбю».